# Lista över nominerade till Augustpriset i kategorin skönlitteratur
Här listas de nominerade till Augustpriset i kategorin skönlitteratur. Det inkluderar samtliga nominerade till Augustpriset 1989–1991, som då bara bestod av en kategori, samt de nominerade i kategorin skönlitteratur sedan 1992.
Vinnaren är markerad med fetstil.

## 1989
- Tecknens rike av Cecilia Lindqvist, Bonniers
- Bland orrar och kor av Bengt Emil Johnson, Bonniers
- Gogols ansikte av Kjell Johansson,  Norstedts
- Nattens årstid av Sun Axelsson, Bonniers
- Sigmund Freud – mannen och verket av Lars Sjögren, Natur & Kultur
- Skymningen gör dårarna oroliga av Tor-Ivan Odulf,  Författarförlaget

## 1990
- De sotarna! De sotarna! av Lars Ahlin, Bonniers
- Ett år på sextiotalet av Olof Lagercrantz, Wahlström & Widstrand
- Knivkastarens kvinna av Kerstin Ekman, Bonniers
- Kuperad lek eller Skändaren från Skänninge av Torbjörn Säfve, Prisma
- Slottet av Anders Ehnmark,  Norstedts
- Sorgen per capita av Ernst Brunner, Bonniers

## 1991
- Livets ax av Sven Delblanc, Bonniers
- Föreställningar av Erland Josephson, Brombergs
- Iris, Isis och Skräddaren av Birgitta Lillpers, Wahlström & Widstrand
- Joner av Katarina Frostenson, Wahlström & Widstrand
- Kapten Nemos bibliotek av Per Olov Enquist, Norstedts
- Trädet av Göran Sonnevi, Bonniers

## 1992
- Medan tiden tänker på annat av Niklas Rådström Gedins
- Kartritarna av Per Olov Enquist, Norstedts
- Korta och långa kapitel av Sigrid Combüchen, Norstedts
- Parkerna av Tua Forsström, Bonniers
- Strandmannen av Peter Kihlgård,  Bonnier Alba
- Utrota varenda jävel av Sven Lindqvist, Bonniers

## 1993
- Händelser vid vatten av Kerstin Ekman, Bonniers
- Fungi av Agneta Pleijel, Norstedts
- Medan de ännu hade hästar av Birgitta Lillpers, Wahlström & Widstrand
- Nedkomst av Magnus Dahlström, Bonnier Alba
- Ty av Werner Aspenström, Bonniers
- Urwind av Bo Carpelan, Bonniers

## 1994
- Synden av Björn Ranelid,  Bonnier Alba
- Andrej av Carola Hansson, Bonniers
- Boken om E av Ulla Isaksson, Bonniers
- Den dagen kastanjerna slår ut är jag långt härifrån av Bodil Malmsten, Bonniers
- Fåglarnas eldhuvuden av Arne Johnsson Symposion
- Resans syster, poesin av Nina Burton, FIBs Lyrikklubb och Tiden

## 1995
- Hummelhonung av Torgny Lindgren, Norstedts
- Comédia infantil av Henning Mankell, Ordfront
- En ny påminnelse om av Lennart Göth, Bonniers
- Trädgården av Magnus Florin, Bonniers
- Underbara kvinnor vid vatten av Monika Fagerholm, Bonniers
- Värddjuret av Marie Hermanson, Bonniers

## 1996
- Sorgegondolen av Tomas Tranströmer, Bonniers
- En tid i Visby av Björn Runeborg, Bonnier Alba
- Jag vill ha hela världen! av Fredrik Ekelund, Bonniers
- Lifsens rot av Sara Lidman, Bonniers
- Variationer över ett tema av Silfverstolpe av Lars Gustafsson, Natur & Kultur
- Vid budet att Santo Bambino di Aracoeli slutligen stulits av maffian av Jesper Svenbro, Bonniers

## 1997
- Aprilhäxan av Majgull Axelsson, Rabén Prisma
- Hohaj av Elisabeth Rynell, Bonniers
- Huset vid Flon av Kjell Johansson, Norstedts
- Mjuka mörkret av Eva Runefelt, Bonniers
- Mozarts Tredje Hjärna av Göran Sonnevi, Bonniers
- Svindel av Per Holmer, Wahlström & Widstrand

## 1998
- Berömda män som varit i Sunne av Göran Tunström, Bonniers
- Mosippan av Elsie Johansson, Bonniers
- Klangernas bok av Göran Sonnevi, Bonniers
- Parsifal av Sigrid Combüchen, Norstedts
- Sena sagor av PC Jersild, Bonniers
- Syskonen av Magnus Florin, Bonniers

## 1999
- Livläkarens besök av Per Olov Enquist, Norstedts
- Stämma i havet av Stewe Claeson, Norstedts
- Det hemliga namnet av Inger Edelfeldt, Norstedts
- Vargskinnet - Guds barmhärtighet av Kerstin Ekman, Bonniers
- Korallen av Katarina Frostenson, Wahlström & Widstrand
- Väduren av Björn Runeborg, Bonniers

## 2000
- Populärmusik från Vittula av Mikael Niemi, Norstedts
- Världen efter kommunismen av Göran Greider, Bonniers
- Den älskvärde av Carola Hansson, Norstedts
- I den Röda Damens slott av Lars Jakobson, Bonniers
- Hässja av Åke Smedberg, Bonniers
- Tio syskon i en ömtålig berättelse av Kerstin Strandberg, Bonniers

## 2001
- Underdog av Torbjörn Flygt, Norstedts
- Lewis resa av Per Olov Enquist, Norstedts
- Pompeji av Maja Lundgren, Bonniers
- Min faders hus av Kerstin Norborg, Norstedts
- I djuret av Eva Runefelt, Bonniers
- Vandrarna av Jan Henrik Swahn, Bonniers

## 2002
- Den vidunderliga kärlekens historia av Carl-Johan Vallgren, Bonniers
- Berget av Lars Andersson, Bonniers
- Forsla fett av Aase Berg, Bonniers
- Band II. Från Gabbro till löväng av Lotta Lotass, Bonniers
- Till Mervas av Elisabeth Rynell, Bonniers
- Ciona - en självbiologi av Tamara T., Alfabeta

## 2003
- Skraplotter av Kerstin Ekman, Bonniers
- En simtur i sundet av Sigrid Combüchen, Norstedts
- Stenmästaren av Folke Isaksson, Bonniers
- Imago av Eva-Marie Liffner, Natur & Kultur
- Ravensbrück av Steve Sem-Sandberg, Bonniers
- Polarsommar av Anne Swärd, Wahlström & Widstrand

## 2004
- Gregorius av Bengt Ohlsson, Bonniers
- Boken om Blanche och Marie av Per Olov Enquist, Norstedts
- Tredje flykthastigheten av Lotta Lotass, Bonniers
- Mostrarna och andra dikter av Agneta Pleijel, Norstedts
- En obeskrivlig människa av Kerstin Strandberg, Bonniers
- Den stora gåtan av Tomas Tranströmer, Bonniers

## 2005
- Den amerikanska flickan av Monika Fagerholm, Bonniers
- I min ungdom speglade jag mig ofta av Per Gunnar Evander, Bonniers
- Simone de Beauvoirs hjärta av Ann-Marie Ljungberg, Alfabeta
- skymning:gryning av Lotta Lotass, Bonniers
- Job av Kristian Lundberg, Brutus Östlings Bokförlag Symposion
- Gangsters av Klas Östergren, Bonniers

## 2006
- Svinalängorna av Susanna Alakoski, Bonniers
- Göteborgshändelserna av Jörgen Gassilewski, Bonniers
- Den amerikanska flickans söndagar av Lars Gustafsson, Bokförlaget Atlantis
- Montecore: en unik tiger av Jonas Hassen Khemiri, Norstedts
- Oceanen av Göran Sonnevi, Bonniers
- Drömfakulteten av Sara Stridsberg, Bonniers

## 2007
- Stundande natten av Carl-Henning Wijkmark, Norstedts
- Har någon sett mig någon annanstans? av Beate Grimsrud, Bonniers
- Mig äger ingen av Åsa Linderborg, Bokförlaget Atlas
- Norrlands Akvavit av Torgny Lindgren, Norstedts
- Synopsis av Ulf Karl Olov Nilsson, Symposion
- Världens sista roman av Daniel Sjölin, Norstedts

## 2008
- Ett annat liv av Per Olov Enquist, Norstedts
- Men hur små poeter finns det egentligen av Eva-Stina Byggmästar, Wahlström & Widstrand
- Tal och Regn av Katarina Frostenson, Wahlström & Widstrand
- Reglerna av Sara Mannheimer, Wahlström & Widstrand
- Edelcrantz förbindelser av Malte Persson, Bonniers
- Svart Som Silver av Bruno K Öijer, Wahlström & Widstrand

## 2009
- De fattiga i Łódź av Steve Sem-Sandberg, Bonniers
- En liten historia av Eva Adolfsson, Bonniers
- Städerna inuti Hall av Johannes Anyuru, Norstedts
- Hotel Galicja av Per Agne Erkelius, Norstedts
- Den siste greken av Aris Fioretos, Norstedts
- Vad hjälper det en människa om hon häller rent vatten över sig i alla sina dagar av Ann Jäderlund, Bonniers

## 2010
- Spill: En damroman av Sigrid Combüchen, Norstedts
- Ränderna av Magnus Florin, Bonniers
- Livdikt av Johan Jönson, Bonniers
- Darling River av Sara Stridsberg, Bonniers
- Kioskvridning 140 grader – En wästern av Peter Törnqvist, Norstedts
- Ingersonetterna av Magnus William-Olsson, Wahlström & Widstrand

## 2011
- Rekviem för John Cummings av Bengt Ohlsson, Bonniers
- Flod av Carolina Fredriksson, Bonniers
- Korparna av Tomas Bannerhed, Weyler
- En kubikmeter jord av Sören Bondeson, Lejd
- Lacrimosa av Eva-Marie Liffner, Natur & Kultur
- Välkommen till den här världen av Amanda Svensson, Norstedts

## 2012
- En storm kom från paradiset av Johannes Anyuru, Norstedts
- Ingenbarnsland av Eija Hetekivi Olsson, Norstedts
- Sång till den storm som ska komma  av Peter Fröberg Idling, Natur & Kultur
- Springa med åror av Cilla Naumann, Bonniers
- Ett kort uppehåll på vägen från Auschwitz av Göran Rosenberg, Bonniers
- Medealand och andra pjäser av Sara Stridsberg, Bonniers

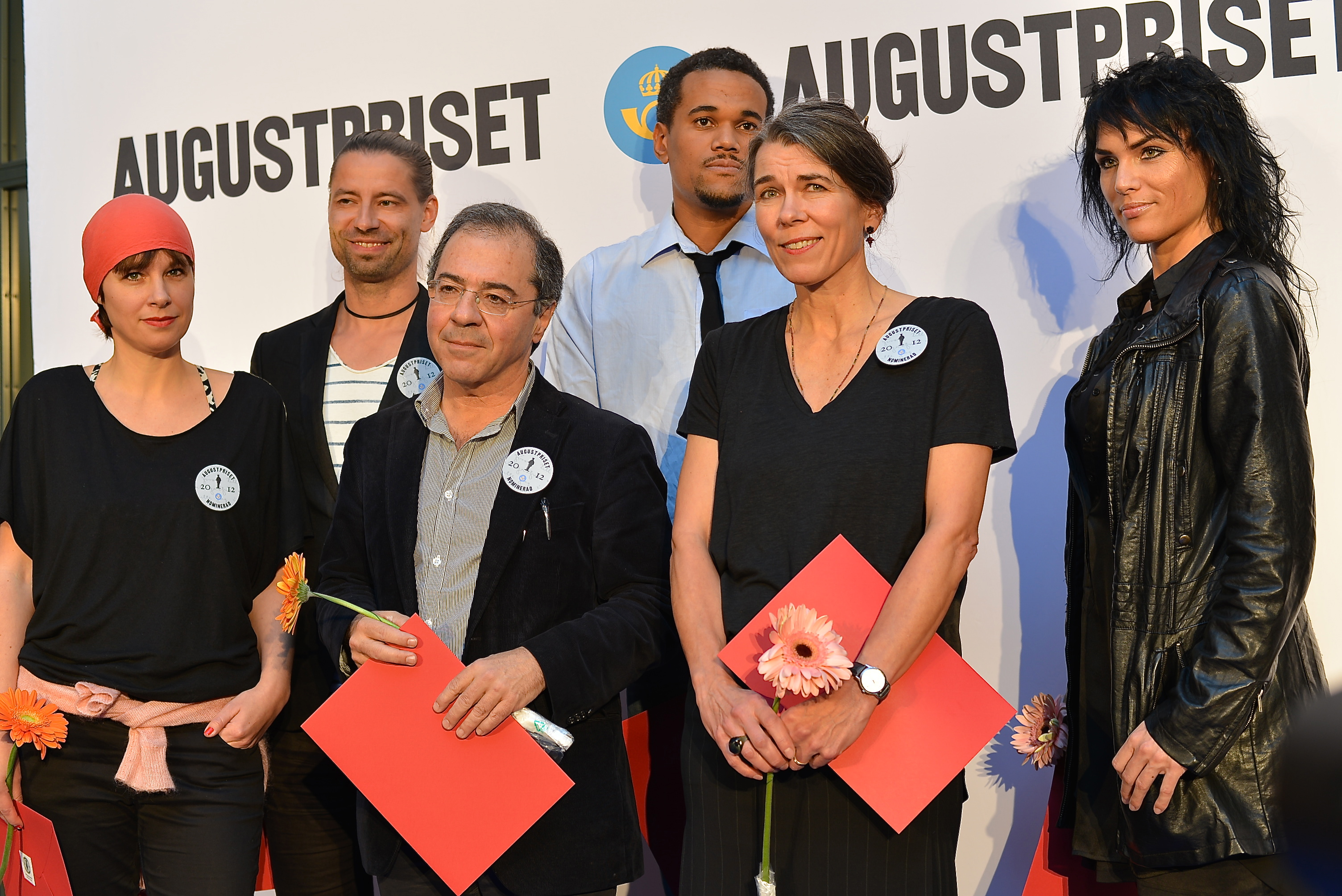
Nominerade 2012 i kategorin skönlitteratur (fr. vä) Sara Stridsberg, Peter Fröberg Idling, Göran Rosenberg, Johannes Anyuru, Cilla Naumann, Eija Hetekivi Olsson.

## 2013
- Egenmäktigt förfarande – en roman om kärlek av Lena Andersson, Natur & Kultur
- Liknelseboken. En kärleksroman av Per Olov Enquist, Norstedts
- Vitsvit av Athena Farrokhzad, Albert Bonniers Förlag
- Tre vägar av Katarina Frostenson, Wahlström & Widstrand
- Porslinsfasaderna av Sven Olov Karlsson, Natur & Kultur
- Hägring 38 av Kjell Westö, Albert Bonniers Förlag

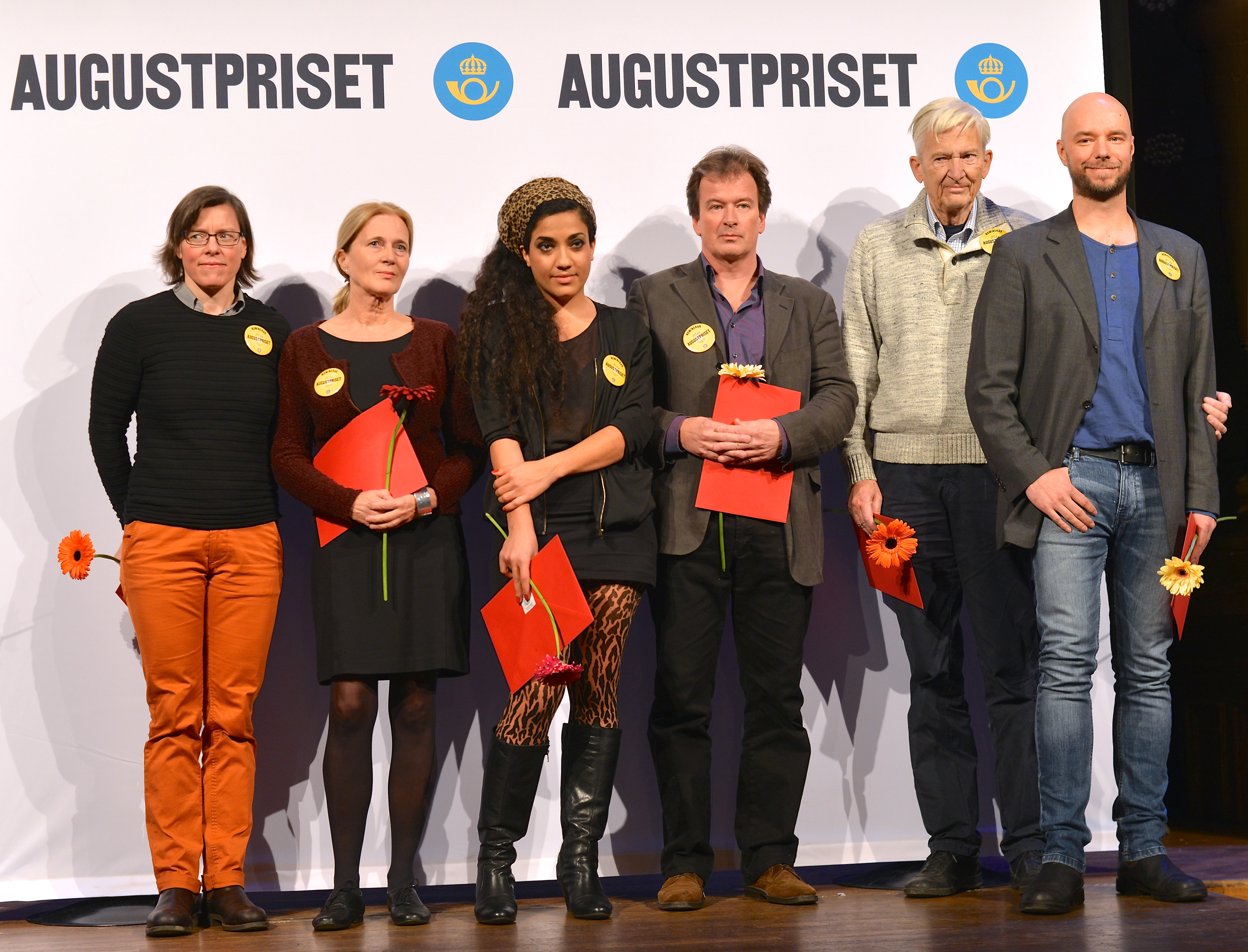
Nominerade 2013. Från vänster: Lena Andersson, Katarina Frostenson, Athena Farrokhzad, Kjell Westö, Per Olov Enquist, Sven-Olov Karlsson.

## 2014
- Ett så starkt ljus av Lyra Ekström Lindbäck, Modernista
- Beckomberga. Ode till min familj av Sara Stridsberg, Albert Bonniers förlag
- Alkemistens dotter av Carl-Michael Edenborg, Natur & Kultur
- Ma av Ida Börjel, Albert Bonniers förlag
- Liv till varje pris av Kristina Sandberg, Norstedts
- De utvalda av Steve Sem-Sandberg, Albert Bonniers förlag

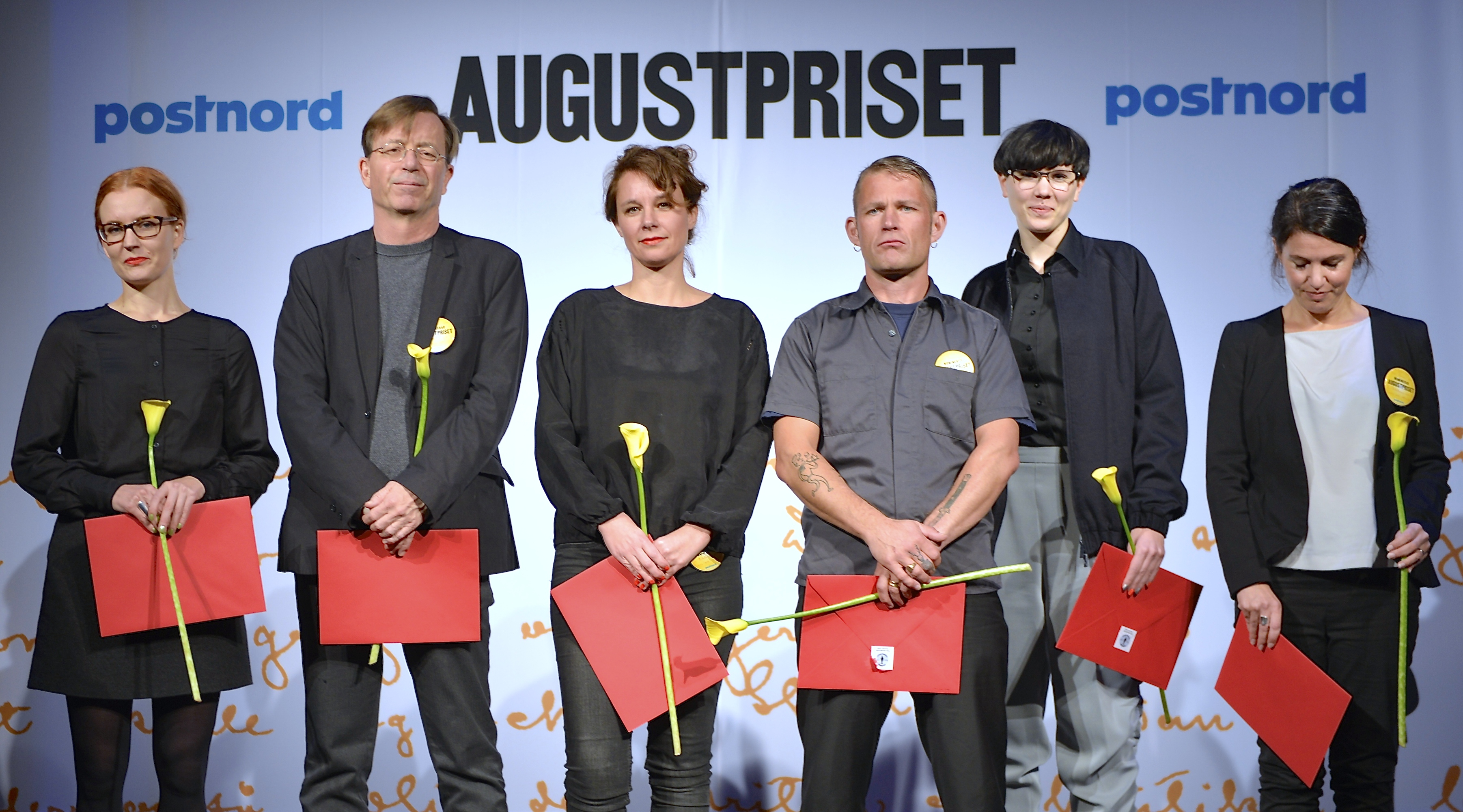
Nominerade till Augustpriset för Årets skönlitterära bok 2014.Från vänster: Ida Börjel, Steve Sem-Sandberg, Sara Stridsberg, Carl-Michael Edenborg, Lyra Ekström Lindbäck och Kristina Sandberg.

## 2015
- Spådomen. En flickas memoarer av Agneta Pleijel, Norstedts
- Allt jag inte minns av Jonas Hassen Khemiri, Albert Bonniers förlag
- Masja av Carola Hansson, Albert Bonniers förlag
- Mary av Aris Fioretos, Norstedts
- Bli som folk av Stina Stoor, Norstedts
- Rörelsen. Den andra platsen av John Ajvide Lindqvist, Ordfront förlag

## 2016
- Aftonland, Therese Bohman, Norstedts
- djupa kärlek ingen, Ann Jäderlund, Albert Bonniers Förlag
- Välkommen till Amerika, Linda Boström Knausgård, Modernista
- En dramatikers dagbok 20132015, Lars Norén, Albert Bonniers Förlag
- Eländet, Andrzej Tichý, Albert Bonniers Förlag
- De polyglotta älskarna, Lina Wolff, Albert Bonniers Förlag

## 2017
- De kommer att drunkna i sina mödrars tårar, Johannes Anyuru, Norstedts
- Sidonie & Nathalie. Från Limhamn till Lofoten, Sigrid Combüchen, Norstedts
- Hastigheten, Jörgen Gassilewski, Albert Bonniers Förlag
- Just nu är jag här, Isabelle Ståhl, Natur & Kultur
- Rosor skador, Jenny Tunedal, Wahlström & Widstrand
- I en skog av sumak, Klas Östergren, Natur & Kultur

## 2018
- Ædnan, Linnéa Axelsson, Albert Bonniers Förlag
- Skalornas förråd, Ulf Eriksson, Albert Bonniers Förlag
- En shtetl i Stockholm, Kenneth Hermele, Weyler
- Socialdemokratiska noveller, Björn Runeborg, Modernista
- Människan är den vackraste staden, Sami Said, Natur & Kultur
- Jag for ner till bror, Karin Smirnoff, Bokförlaget Polaris

## 2019
- Barnet. En sonettkrans, Olivia Bergdahl, Ordfront förlag
- Väderfenomen, Anna Fock, Natur & Kultur
- Odenplan, Daniel Gustafsson, Nirstedt/litteratur
- Osebol, Marit Kapla, Teg Publishing
- W, Steve Sem-Sandberg, Albert Bonniers Förlag
- Testamente, Nina Wähä, Norstedts

## 2020
- Minnestrådar, Carola Hansson, Albert Bonniers Förlag
- Splendor, Stefan Lindberg, Albert Bonniers Förlag
- Jag ser allt du gör, Annika Norlin, Weyler förlag
- Samlade verk, Lydia Sandgren, Albert Bonniers Förlag
- Jordlöparens bok. Om natur, konst och människor, Thomas Tidholm, Ordfront förlag
- Renegater, Klas Östergren, Polaris

## 2021
- Eufori. En roman om Sylvia Plath, Elin Cullhed, Wahlström & Widstrand
- Återliv. Med Skapelsen och Kvällens frihet, Kjell Espmark, Norstedts
- Europa, Maxim Grigoriev, Albert Bonniers förlag
- När vi var samer, Mats Jonsson, Galago
- Singulariteten, Balsam Karam, Norstedts
- Den svarta månens år, Ellen Mattson, Albert Bonniers förlag

## 2022
- Ixelles, Johannes Anyuru, Norstedts
- Detaljerna, Ia Genberg, Weyler förlag[1][2]
- Björnjägarens döttrar. En berättelse om sju systrar, Anneli Jordahl, Norstedts
- Minnen av infraröd, Iman Mohammed, Norstedts
- Dröm, baby, dröm, Jenny Tunedal, Wahlström & Widstrand
- Djävulsgreppet, Lina Wolff, Albert Bonniers förlag

## 2023
- Studie i mänskligt beteende, Lena Andersson, Polaris
- Moral. En roman, Lyra Ekström Lindbäck, Modernista
- Spindelbjörken, Pär Hansson, Norstedts
- Systrarna, Jonas Hassen Khemiri, Albert Bonniers förlag
- Satansviskningar, Sami Said, Natur & Kultur
- Jävla karlar, Andrev Walden, Polaris[3]

## 2024
- Brorsan, Krabban och Lädret, Linus Gårdfeldt, Albert Bonniers förlag
- Hyper, Agri Ismaïl, Albert Bonniers förlag
- Samma, mamma, Hanna Rajs, Albert Bonniers förlag
- Den första boken, Karolina Ramqvist, Albert Bonniers förlag
- Kungen av Nostratien, Tony Samuelsson, Wahlström & Widstrand
- Hundnätter, Mirja Unge, Norstedts[4]

## Källa